# Kärrvättespindel
Kärrvättespindel (Porrhomma oblitum) är en spindelart som först beskrevs av O. Pickard-Cambridge 1871.  Kärrvättespindel ingår i släktet Porrhomma och familjen täckvävarspindlar. Enligt den svenska rödlistan är arten nära hotad i Sverige. Arten förekommer i Götaland. Artens livsmiljö är våtmarker, skogslandskap. Inga underarter finns listade i Catalogue of Life.